# Chevreuse
Chevreuse ist eine französische Gemeinde mit 5531 Einwohnern (Stand 1. Januar 2022) im Département Yvelines in der Region Île-de-France; sie gehört zum Arrondissement Rambouillet und zum Kanton Maurepas. Sie liegt an der Grenze zum Département Essonne 18 Kilometer nordöstlich von Rambouillet und 31 Kilometer südwestlich von Paris, am Ufer des Flusses Yvette. Zur Gemeinde gehört der Regionale Naturpark Haute Vallée de Chevreuse (französisch Parc naturel régional de la Haute Vallée de Chevreuse).
Nachbargemeinden sind Milon-la-Chapelle im Nordosten, Saint-Rémy-lès-Chevreuse im Osten, Boullay-les-Troux im Südosten, Choisel im Südwesten, Saint-Forget im Westen und Saint-Lambert im Nordwesten.

## Geschichte

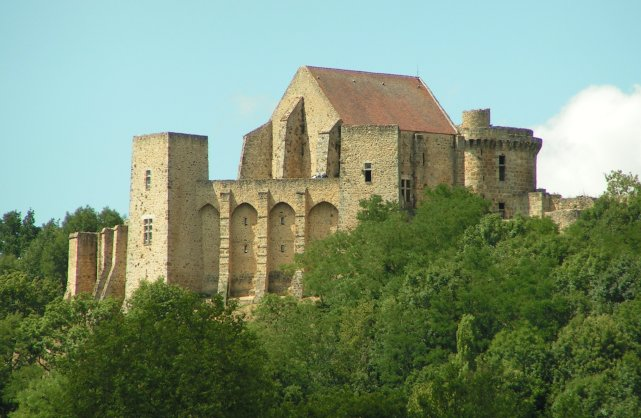
Die Burg La Madeleine

Chevreuse findet als „Cavrosa“ eine erste Erwähnung in einem päpstlichen Dokument aus dem Jahr 980. Im 11. Jahrhundert begann Guy de Chevreuse mit dem Bau der heute noch den Ort dominierenden Burg La Madeleine. Aus dieser Zeit stammt ohne Zweifel der Donjon, der noch von einer Holzpalisade umgeben war. Mauern wurden erst im 12. Jahrhundert gebaut.
König Franz I. erhob Chevreuse zum Herzogtum, das er seiner Mätresse Anne de Pisseleu d’Heilly geben konnte, nachdem er sie mit Jean IV. de Brosse verheiratet hatte. 1551 wurden Choiseul und Dampierre an François de Lorraine, duc de Guise verkauft, wodurch Letzteres dann zur Residenz der Herzöge von Chevreuse wurde.
1693 kaufte König Ludwig XIV. das Herzogtum, mit dem Ziel, den Park des Schlosses Versailles zu vergrößern, nahm von dem Plan dann aber Abstand und trat das Gebiet dann an das Stift von Saint-Cyr ab, in dessen Besitz sich Chevreuse bis zur Revolution befand.

## Bevölkerungsentwicklung
- 1962: 2744
- 1968: 3409
- 1975: 4186
- 1982: 4811
- 1990: 5027
- 1999: 5364
- 2006: 5693
- 2011: 5808

## Sehenswürdigkeiten
Siehe auch: Liste der Monuments historiques in Chevreuse
- Priorei Saint-Saturnin (10. Jahrhundert)
- Burg La Madeleine (11. Jahrhundert)
- Kirche Saint-Martin (12. Jahrhundert)

## Persönlichkeiten
- Jean Racine  (1639–1699), Autor, wohnte 1661 auf der Burg
- Fabre d’Églantine (1750–1794), Dichter, Schauspieler, Dramaturg und Revolutionär
- Max Ophüls (1902–1957), Film-, Theater- und Hörspielregisseur, wohnte nach 1949 dort mit seiner Frau eine Zeit lang
- Fernand Mithouard (1909–1993), Radrennfahrer
- Sébastien Crubilé (* 1975), französischer Autorennfahrer

## Städtepartnerschaften
- Giaveno, Italien